# 貢安甫
貢安甫（1472年—1527年），字克仁，號學靜，直隸江陰（今江蘇）人，明朝政治人物，弘治間進士，官至山東僉事。

## 生平
弘治八年（1495年）乙卯科應天府鄉試第七十二名。弘治九年（1496年）聯捷丙辰科會試第二百二十一名，三甲進士，授長垣縣知縣，升南京浙江道監察御史。曾經彈劾壽寧侯張鶴齡。正德初年（1506年）考功郎楊子器因山陵事下詔獄，貢安甫上疏請救。兵部尚書劉大夏被太監彈劾而告病歸，戶部侍郎陳清遷南京工部尚書，貢安甫率領御史請求召回劉大夏，罷免陳清。劉瑾知道后，列其為奸黨罷免。貢安甫家居十年，起為山東僉事，僅三個月即稱病歸鄉。

## 家族
曾祖貢懷政；祖父貢伯振；父貢斌，貢士。母金氏；繼母陳氏。重庆下。